# Волынкин, Василий Дмитриевич
Василий Дмитриевич Волынкин (1913—1942) — капитан Рабоче-крестьянской Красной Армии, участник Хасанских боёв и Великой Отечественной войны, Герой Советского Союза (1943).

## Биография
Василий Волынкин родился 4 апреля 1913 года в деревне Барановка (ныне — Протасово Покровского района Орловской области) в семье крестьянина.
Окончил среднюю школу. Работал в районной газете.
В 1935 году Волынкин был призван на службу в Рабоче-крестьянскую Красную Армию. В 1938 году он окончил Рязанское военное пехотное училище, после чего командовал взводом, ротой, батальоном. Принимал участие в боях на озере Хасан, за отличие в которых был награждён орденом Красного Знамени. С 1941 года — на фронтах Великой Отечественной войны.
Командир 1-й стрелковой роты 817-го стрелкового полка 239-й стрелковой дивизии старший лейтенант В. Д. Волынкин участвовал в обороне Узловой, Донского и Сталиногорска Тульской области в ноябре 1941 года. 20 ноября 1941 года в бою за село Крутой Верх его рота пошла в атаку и внезапно подверглась обстрелу 4-х станковых пулеметов противника, но он умело развернул роту и одновременно атаковал противника с разных сторон и уничтожил его. 26 ноября 1941 года при прорыве из окружения под Сталиногорска в бою за село Иваньково его рота, зайдя в деревню, была обстреляна с крыш домов немецкими автоматчиками, но смелой атакой рота уничтожила две роты противника, и заняла деревню. В этом бою Волынкин был ранен.
С июня 1942 года командовал батальоном в 129-й отдельной стрелковой бригады 20-й армии Западного фронта. Отличился во время Погорело-Городищенской операции.
В августе 1942 года батальон Волынкина, имея один приданный танк, прорвал мощную вражескую оборону и освободил деревни Денисово и Долгие Нивы Зубцовского района Калининской области, уничтожив 10 дзотов и около 300 немецких солдат и офицеров. Попав в окружение, батальон 15 часов удерживал захваченные позиции, отбив четыре вражеских контратаки, нанеся противнику серьёзный урон в живой силе и уничтожив 8 танков. Проявив инициативу, Волынкин приказал перейти в наступление, в результате чего батальон освободил населённые пункты Артюхино и Воскресенское. Развивая наступление, бойцы овладели высотой 241,0 у деревни Рябинки Гжатского района Смоленской области, но возглавлявший атаку Волынкин погиб в бою. Был похоронен в деревне Рябинки; после войны перезахоронен в братской могиле в селе Карманово того же района.
Указом Президиума Верховного Совета СССР «О присвоении звания Героя Советского Союза начальствующему и рядовому составу Красной Армии» от 31 марта 1943 года за «образцовое выполнение боевых заданий командования на фронте борьбы с немецкими захватчиками и проявленные при этом отвагу и геройство» удостоен посмертно звания Героя Советского Союза.

## Награды
- Также был награждён орденами Ленина, Красного Знамени[2] и Красной Звезды.

## Память
- В честь Волынкина названа улица в Карманово[3].